# Élections de l'assemblée de Londres en 2008
Les élections de l'assemblée de Londres en 2008 se sont tenues le 1er mai 2008. Il y a deux scrutins, le scrutin dans les circonscriptions et le scrutin régional. Ces élections se déroulent le même jour que les élections du maire de Londres.

## Composition de l'Assemblée élue
| Parti               | Circonscription | Régional | Total   |
| ------------------- | --------------- | -------- | ------- |
| Conservateur        | 8 / 14          | 3 / 11   | 11 / 25 |
| Parti travailliste  | 6 / 14          | 2 / 11   | 8 / 25  |
| Libéraux-démocrates | 0 / 14          | 3 / 11   | 3 / 25  |
| Vert                | 0 / 14          | 2 / 11   | 2 / 25  |
| BNP                 | 0 / 14          | 1 / 11   | 1 / 25  |
| Total               | 14 / 14         | 11 / 11  | 25 / 25 |

## Élus dans les circonscriptions
| Circonscription        | Sortant | Sortant           | Élu | Élu              |
| ---------------------- | ------- | ----------------- | --- | ---------------- |
| Barnet and Camden      |         | Brian Coleman     |     | Brian Coleman    |
| Bexley and Bromley     |         | Bob Neill         |     | James Cleverly   |
| Brent and Harrow       |         | Bob Blackman      |     | Navin Shah       |
| City and East          |         | John Biggs        |     | John Biggs       |
| Croydon and Sutton     |         | Andrew Pelling    |     | Steve O'Connell  |
| Ealing and Hillingdon  |         | Richard Barnes    |     | Richard Barnes   |
| Enfield and Haringey   |         | Joanne McCartney  |     | Joanne McCartney |
| Greenwich and Lewisham |         | Len Duvall        |     | Len Duvall       |
| Havering and Redbridge |         | Roger Evans       |     | Roger Evans      |
| Lambeth and Southwark  |         | Val Shawcross     |     | Val Shawcross    |
| Merton and Wandsworth  |         | Elizabeth Howlett |     | Richard Tracey   |
| North East             |         | Jennette Arnold   |     | Jennette Arnold  |
| South West             |         | Tony Arbour       |     | Tony Arbour      |
| West Central           |         | Angie Bray        |     | Kit Malthouse    |

## Élus au scrutin régional
| Liste                   | Élu              | Élu               |
| ----------------------- | ---------------- | ----------------- |
| Liste libéral-démocrate |                  | Mike Tuffrey      |
| Liste libéral-démocrate | Dee Doocey       |                   |
| Liste libéral-démocrate | Caroline Pidgeon |                   |
| Liste conservatrice     |                  | Andrew Boff       |
| Liste conservatrice     | Victoria Borwick |                   |
| Liste conservatrice     | Gareth Bacon     |                   |
| Liste verte             |                  | Jenny Jones       |
| Liste verte             | Darren Johnson   |                   |
| Liste travailliste      |                  | Nicky Gavron      |
| Liste travailliste      | Murad Qureshi    |                   |
| Liste BNP               |                  | Richard Barnbrook |